# Nerestce
Nerestce (en allemand : Nerestetz) est une commune du district de Písek, dans la région de Bohême-du-Sud, en République tchèque. Sa population s'élevait à 106 habitants en 2020.

## Géographie
Nerestce se trouve à 23 km au nord-nord-ouest de Písek, à 66 km au nord-ouest de České Budějovice et à 70 km au sud-ouest de Prague.
La commune est limitée par Horosedly au nord, par Lety au nord-est, par Králova Lhota au sud-est, par Čimelice et Rakovice au sud, et par Mirovice à l'ouest.

## Histoire
La première mention écrite du village remonte aux environs de 1230.

## Transports
Par la route, Nerestce se trouve à 12 km de Březnice, à 31,5 km de Písek, à 86 km de Ceské Budejovice et à 109 km de Prague.